# ADS-win
ADS-win（エーディーエスウィン）は、生活産業研究所が開発・販売を行っている、日本の建築設計専用CADソフトウェアである。
1984年（昭和59年）から日影計算ソフトウェアとしてリリースされ、現在はADS-winバージョン9となり、
天空率計算の機能がある。
日本の建築基準法解析ソフトウェアとして最も普及している。
ADS-winは、主に日本の建築基準法第56条第7項「天空率による高さ制限斜線の緩和」天空率解析に特化したシステムで、建築企画設計の業務効率化のための機能が充実している。天空率解析における適合建築物・測定点の自動生成や逆天空率計算の機能などの特徴を持っている。
文字入力等の機能は貧弱な為、CADと連動して利用する必要がある。

## 概要
建築企画設計用の建築基準法解析ソフトウェア
現在は、Windows版のみ

## 機能
- 日影、日照計算
- 逆日影計算
- 天空率計算
- 逆天空率計算
- 近隣説明資料作成
- 建築確認申請用図書作成

## 関連事項
- 日影
- 日照
- 天空率
- 逆日影
- 建築確認申請

## 関連製品
- ADS-win
- ads-LAX
- ADS-LA
- マスプラン